# From Japan
株式會社FROM JAPAN（日語：株式会社フロムジャパン）是一家日本企業，為居住在日本以外的人士提供跨國電子商業服務，主要提供日本國內各大拍賣和購物網站的代購、代標及商品運送服務。

## 公司概要
FROM JAPAN成立於2004年，起初提供拍賣網站代標服務，並於次年2005年開始同時提供各購物網站的代購服務至今。很多海外人士礙於「不會日文」、「賣家不寄海外」等問題，難以購買日本產品及在日本拍賣場上出售中的商品。FROM JAPAN便是為了解決此些問題而存在的平台，日益擴展其業務。
在日本代購代標的跨國公司中，FROM JAPAN是擁有最久歷史的企業之一。在全球裡已有196個不同國家的會員，用家遍佈世界各地，會員國家的市場佔有率高達日本國內第一。
FROM JAPAN的網站支援多國語言，現時全面支持英文、中文繁體、中文簡體、法語、西班牙語、韓語、印度尼西亞語、泰語、意大利語及日文共10種語言的對應。另外，FROM JAPAN同時為日本國內中小企業提供「貼廣告就可賣到海外」的支援服務，以幫助各海外點擊率較多的中小企業發展海外業務。

## 歷史
- 2004年
  - 3月 - 株式會社FROM JAPAN成立於東京都江東區白河
  - 8月 - 開始提供日本雅虎拍賣的代標服務
- 2005年10月 - 開始提供日本國內購物網站的代購服務
- 2006年 - 與雅虎香港進行業務合作
- 2011年
  - 6月 - 總部搬遷至東京都江東區青海2-7-4
  - 9月 - 向日本國內電子商務公司提供海外銷售支援服務「貼廣告就可賣到海外」
- 2012年
  - 10月 - 總部搬遷至東京都千代田區平河町1-4-14
  - 與樂天株式會社進行業務合作 提供樂天市場商品的折扣優惠活動
- 2014年9月 - 總部搬遷至東京都千代田區平河町1-1-1
- 2015年
  - 8月 - 總部搬遷至東京都千代田區紀尾井町3-12
  - 10月 - 網站進行大幅改版升級、更新支援行動裝置的瀏覽功能[4]

## 外部連結
- 株式会社 FROM JAPAN（页面存档备份，存于）
- 株式会社 FROM JAPAN　コーポレートサイト（页面存档备份，存于）
- バナーをはるだけで海外販売サービス（页面存档备份，存于）